# ネストール・オマール・ピッコリ
ネストール・オマール・ピッコリ（Néstor Omar Píccoli, 1965年1月20日 - ）は、アルゼンチン・ブエノスアイレス出身の元サッカー選手、サッカー指導者。

## 経歴

### 現役時代
1982年にアルゼンチンのCAリーベル・プレートでプロデビュー、1987年に日本サッカーリーグの全日空サッカークラブ（後の横浜フリューゲルス）に入団、一旦アルゼンチンに戻ったが1991年に全日空に復帰し、1992年には中央防犯サッカー部に入団した。1994年にはJFLオールスターサッカーに出場、1ゴールを決めた。クラブが福岡に移転した1995年にはJリーグ昇格に貢献、この年限りで現役引退した。

### 指導者転身後

#### 日本時代
1996年以降もアビスパ福岡とチーム名が変わったクラブに残り育成担当に就任、1998年からU-18監督となった。さらに1999年はトップチームのアシスタントコーチも兼務、2000年から監督に就任した。
就任後はチームに闘争心を植え付け、激しいサッカーを目指し2000年のセカンドステージではシーズン終盤まで優勝争いに絡むなど周囲の評価を覆す躍進を見せた。しかし翌2001年は成績は伸び悩み、所属選手の不祥事による動揺もあってJ2降格となり解任された。
2000年4月12日のナビスコカップ・湘南ベルマーレ戦ではスタメン、ベンチ入りメンバーの大半を入れ替え、実質上サテライトチームの編成で試合に臨み「最強のメンバーをもって試合に臨む」とのリーグ規約に抵触するのではと物議を醸した（後述）。
2003年末には日本フットボールリーグ昇格を目指す静岡FCに監督として招かれ、全国地域リーグ決勝大会で指揮を執ったが、昇格はならず、大会後に辞任した。

#### アルゼンチン帰国後
2004年には、日本サッカー協会のS級コーチライセンス獲得のためにリーベル・プレートでコーチ研修を行った都並敏史を現地で迎え、通訳兼コーディネーターとして支援したとされる。都並は1996年から1年余り福岡に在籍し、ピッコリとは面識があった。
現在はボカ・ジュニアーズでアシスタント・コーチを務めている。

## 所属クラブ
- 1984年  CAリーベル・プレート
- 1985年 - 1986年  CAウニオン (サンタフェ)
- 1986年  CAテンペルレイ（スペイン語版）
- 1987年  CAリーベル・プレート
- 1987年 - 1990年  全日空サッカークラブ
- 1990年 - 1991年  クラブ・デ・ヒムナシア・イ・エスグリマ・ラ・プラタ
- 1991年 - 1992年  全日空サッカークラブ
- 1992年 - 1994年  中央防犯サッカー部 / 中央防犯FC藤枝ブルックス
- 1995年  福岡ブルックス

## 個人成績
日本国内成績
| 国内大会個人成績 | 国内大会個人成績 | 国内大会個人成績 | 国内大会個人成績 | 国内大会個人成績 | 国内大会個人成績 | 国内大会個人成績 | 国内大会個人成績 | 国内大会個人成績 | 国内大会個人成績 | 国内大会個人成績 | 国内大会個人成績 |
| 年度             | クラブ           | 背番号           | リーグ           | リーグ戦         | リーグ戦         | リーグ杯         | リーグ杯         | オープン杯       | オープン杯       | 期間通算         | 期間通算         |
| 年度             | クラブ           | 背番号           | リーグ           | 出場             | 得点             | 出場             | 得点             | 出場             | 得点             | 出場             | 得点             |
| 日本             | 日本             | 日本             | 日本             | リーグ戦         | リーグ戦         | JSL杯            | JSL杯            | 天皇杯           | 天皇杯           | 期間通算         | 期間通算         |
| ---------------- | ---------------- | ---------------- | ---------------- | ---------------- | ---------------- | ---------------- | ---------------- | ---------------- | ---------------- | ---------------- | ---------------- |
| 1987             | 全日空           | 9                | JSL2部           | 22               | 10               | 4                | 2                |                  |                  |                  |                  |
| 1988-89          | 全日空           | 9                | JSL1部           | 6                | 3                | 0                | 0                |                  |                  |                  |                  |
| 1989-90          | 全日空           | 9                | JSL1部           | 1                | 0                | 0                | 0                |                  |                  |                  |                  |
| 1991-92          | 全日空           | 17               | JSL1部           | 12               | 5                | -                | -                |                  |                  |                  |                  |
| 1992             | 中央防犯         | 9                | 旧J2             | 15               | 18               | -                | -                | 2                | 0                | 17               | 18               |
| 1993             | 中央防犯         | 9                | 旧J1             | 17               | 9                | -                | -                |                  |                  |                  |                  |
| 1994             | 中央防犯         | 9                | 旧JFL            | 26               | 29               | -                | -                |                  |                  |                  |                  |
| 1995             | 福岡B            | 9                | 旧JFL            | 6                | 4                | -                | -                |                  |                  |                  |                  |
| 通算             | 日本             | 日本             | JSL1部           | 19               | 8                | 0                | 0                |                  |                  |                  |                  |
| 通算             | 日本             | 日本             | JSL2部           | 22               | 10               | 4                | 2                |                  |                  |                  |                  |
| 通算             | 日本             | 日本             | 旧JFL            | 49               | 42               | -                | -                |                  |                  |                  |                  |
| 通算             | 日本             | 日本             | 旧J2             | 15               | 18               | -                | -                | 2                | 0                | 17               | 18               |
| 総通算           |                  |                  |                  |                  |                  |                  |                  |                  |                  |                  |                  |

## ピッコリ事件
2000年4月10日、アビスパの練習場だった雁ノ巣での練習後ピッコリは「12日のナビスコカップ開幕戦湘南ベルマーレは控え組で臨む」と発言。当時の福岡の戦力を考えれば妥当な戦略であり、ピッコリ自身は「技術のある選手がベストメンバーではない。90分質の高いプレーをするのが選手がベストだ。選手を使い続けて疲れさせていいのか?」と主張した。
しかしJリーグ側は発言が新聞に掲載された事で事態を問題視。Jリーグ側はカップ戦の権威が落ちる事に対するスポンサーへの配慮もあってアビスパ側を問い質ししつづけた。この時はいわゆるJリーグバブルが終わり日本経済も冷え込みを続けた時期でスポンサー離れ等危機感が大きくJリーグ側が問題視したと考えられる。
これがきっかけで、Jリーグ規約第42条の「最強のチームによる試合参加（ベストメンバー）を」定めた項目に補足基準
「次の試合（J1・J2・ナビスコカップ）における先発メンバー11人は、当該試合直前のリーグ試合5試合のうち、1試合以上先発メンバーとして出場した選手を6人以上含まなければならない（但し、負傷・出場停止等の例外規定もあり）」
という規則改正にまで発展した。
福岡サポーターの一部は当時を振返り「サポーターはピッコリ支持で一つに固まっていた。文句を言う人間はだれも居ない」と語っている。ちなみにこの時の相手湘南とは4月12日に平塚競技場で3-2で福岡が勝利。4月19日はホーム博多の森で0-0の引き分け2回戦に進出した。
なお、同年の同大会でジェフユナイテッド市原も福岡と同じようなケースでその前の公式戦のメンバーから先発9人を交換し試合に臨んだが（4月12日開催）、市原側は先発交換に関して態度を軟化させたこともありJリーグからお咎めは無かった（参考文献『エル・ゴラッソ』2007年3月21日発行分。なお、同紙ではこの事件に因み、ナビスコカップにおける先発メンバーの変更率を「ピッコリ度」と呼んで指標としている）。
ピッコリが「控え組で臨む」と言った背景には、問題となった4月の月間試合数（8試合）が過密日程だったことも考慮する点があった。

### 問題となったときの試合日程
|   | 試合日 | 試合日  | リーグ・カップ         | リーグ・カップ | 対戦相手               | 試合会場               | 試合間隔 |
| 1 | 2000年 | 4月1日  | J1 1stステージ         | 第4節          | 名古屋グランパスエイト | 瑞穂公園陸上競技場     |          |
| 1 | 2000年 | 4月1日  | J1 1stステージ         | 第4節          | 名古屋グランパスエイト | 瑞穂公園陸上競技場     | 中3日    |
| 2 | 2000年 | 4月5日  | J1 1stステージ         | 第5節          | ヴェルディ川崎         | 博多の森球技場         |          |
| 2 | 2000年 | 4月5日  | J1 1stステージ         | 第5節          | ヴェルディ川崎         | 博多の森球技場         | 中2日    |
| 3 | 2000年 | 4月8日  | J1 1stステージ         | 第6節          | ジュビロ磐田           | ジュビロ磐田スタジアム |          |
| 3 | 2000年 | 4月8日  | J1 1stステージ         | 第6節          | ジュビロ磐田           | ジュビロ磐田スタジアム | 中3日    |
| 4 | 2000年 | 4月12日 | ヤマザキナビスコカップ | 1回戦          | 湘南ベルマーレ         | 平塚競技場             |          |
| 4 | 2000年 | 4月12日 | ヤマザキナビスコカップ | 1回戦          | 湘南ベルマーレ         | 平塚競技場             | 中2日    |
| 5 | 2000年 | 4月15日 | J1 1stステージ         | 第7節          | 柏レイソル             | 博多の森球技場         |          |
| 5 | 2000年 | 4月15日 | J1 1stステージ         | 第7節          | 柏レイソル             | 博多の森球技場         | 中3日    |
| 6 | 2000年 | 4月19日 | ヤマザキナビスコカップ | 1回戦          | 湘南ベルマーレ         | 博多の森球技場         |          |
| 6 | 2000年 | 4月19日 | ヤマザキナビスコカップ | 1回戦          | 湘南ベルマーレ         | 博多の森球技場         | 中2日    |
| 7 | 2000年 | 4月22日 | J1 1stステージ         | 第8節          | ガンバ大阪             | 万博記念競技場         |          |
| 7 | 2000年 | 4月22日 | J1 1stステージ         | 第8節          | ガンバ大阪             | 万博記念競技場         | 中6日    |
| 8 | 2000年 | 4月29日 | J1 1stステージ         | 第9節          | サンフレッチェ広島     | 博多の森球技場         |          |
| 8 | 2000年 | 4月29日 | J1 1stステージ         | 第9節          | サンフレッチェ広島     | 博多の森球技場         |          |

### 問題となったときの試合メンバー
|    |    | リーグ戦メンバー | - |    |    | カップ戦メンバー |
| GK | 30 | 小島伸幸         |   | GK | 1  | 塚本秀樹         |
| DF | 39 | 平島崇           |   | DF | 39 | 平島崇           |
| DF | 2  | 河口真一         |   | DF | 3  | 水筑優文         |
| DF | 4  | 小島光顕         |   | DF | 28 | 三好拓児         |
| DF | 12 | 藤崎義孝         |   | DF | 15 | 橋口勝           |
| MF | 5  | 三浦泰年         |   | MF | 24 | 久永辰徳         |
| MF | 7  | 野田知           |   | MF | 6  | 篠田善之         |
| MF | 8  | 石丸清隆         |   | MF | 20 | 鈴木勝大         |
| MF | 11 | バデア           |   | MF | 13 | 牛鼻健           |
| FW | 14 | 山下芳輝         |   | FW | 27 | 松永一慶         |
| FW | 9  | モントージャ     |   | FW | 18 | 江口倫司         |
|    |    |                  |   |    |    |                  |
| GK | 1  | 塚本秀樹         |   | GK | 21 | 田草川貴         |
| MF | 6  | 篠田善之         |   | MF | 19 | 新田大介         |
| MF | 13 | 牛鼻健           |   | MF | 34 | 小森田友明       |
| MF | 24 | 久永辰徳         |   | FW | 25 | 深川大樹         |
| FW | 18 | 江口倫司         |   | FW | 29 | 柿本倫明         |

- リーグ戦 2000年4月8日 ジュビロ磐田戦
- カップ戦 2000年4月12日 湘南ベルマーレ戦

## 監督成績
| 年度 | 所属 | クラブ | リーグ戦 | リーグ戦 | リーグ戦 | リーグ戦 | リーグ戦 | リーグ戦 | カップ戦   | カップ戦 |
| 年度 | 所属 | クラブ | 順位     | 試合     | 勝点     | 勝利     | 引分     | 敗戦     | ナビスコ杯 | 天皇杯   |
| ---- | ---- | ------ | -------- | -------- | -------- | -------- | -------- | -------- | ---------- | -------- |
| 2000 | J1   | 福岡   | 12位     | 30       | 37       | 13       | 2        | 15       | 2回戦      | 4回戦    |
| 2001 | J1   | 福岡   | 15位     | 30       | 27       | 9        | 2        | 19       | 2回戦      | 3回戦    |
| 2003 | 東海 | 静岡FC | -        |          |          |          |          |          | -          | -        |